# Fona de David

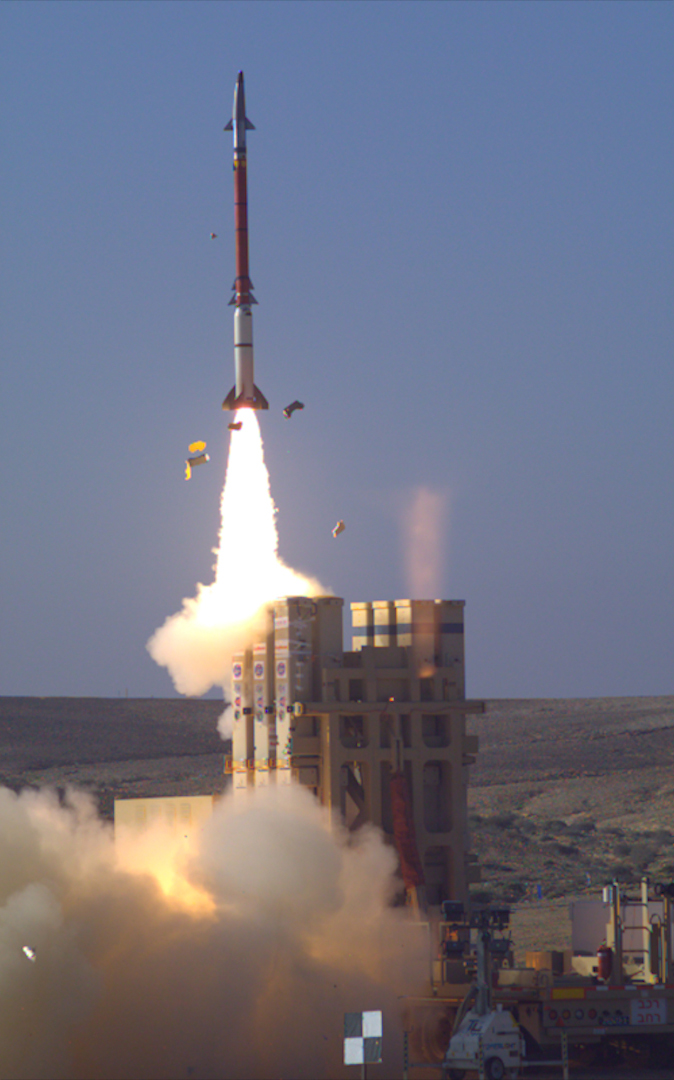
Llançament del míssil Sling Stunner de La "Fona de David" durant les proves, 2015

El dispositiu de míssils anomenat Fona de David o en anglès "David's Sling", (en hebreu: קלע דוד‎), conegut anteriorment com a Vareta màgica (en hebreu: שרביט קסמים‎), és un sistema militar de les Forces de Defensa d'Israel desenvolupat conjuntament pel contractista de defensa israelià RAFAEL Advanced Defense Systems i l'empresa de defensa nord-americana Raytheon, que va entrar en funcionament el 2017. Està dissenyat per interceptar avions enemics, drons, míssils balístics tàctics, coets de mig i llarg abast i míssils de creuer, disparats des d'un rang de 40 to 300 km (25 a 190 mi). El sistema està pensat per substituir el MIM-23 Hawk i el MIM-104 Patriot a l'arsenal israelià.
El míssil Stunner, base d'aquest sistema, està dissenyat per poder interceptar la nova generació de míssils balístics tàctics de baixa altitud, com l'Iskander rus i el DF-15 xinès, utilitzant cercadors CCD / IR duals a bord per distingir entre el cosi l'ogiva real del míssil, a part del seguiment per Elta EL/M-2084 Radar multimode de matriu d'escaneig electrònic actiu. L'interceptor de diverses etapes consisteix en un propulsor de combustible sòlid, seguit d'un projectil asimètric amb direcció avançada per a una gran maniobrabilitat durant l'etapa d'atac final "kill-stage". Un motor de triple impuls proporciona acceleració i maniobrabilitat addicionals durant la fase terminal. El sistema "Fona de David" va entrar en funcionament l'abril de 2017.
El sistema "Fona de David" estava pensat per reforçar el segon nivell del sistema de defensa de míssils d'Israel. El nom de la fona de David prové de la història bíblica de David i Goliat. Forma un nivell del sistema multinivell de defensa de míssils d'Israel, que també inclou els sistemes: Arrow 2, Arrow 3, Iron Dome i Iron Beam, i que va ser utilitzat amb èxit durant l'Atac de l'Iran a Israel del 13 d'abril de 2024.

## Desenvolupament
El míssil interceptor és un míssil de dues etapes, amb dos sistemes d'orientació instal·lats a la punta de l'ogiva, un radar i un sensor electro-òptic. L'any 2006 es va adjudicar a l'empresa RAFAEL un contracte pel desenvolupament d'un sistema de defensa capaç de contrarestar l'amenaça dels coets de mitjà i llarg abast amb un rang entre 70 i 250 km (43 i 155 mi). L'any 2000 es va començar a treballar en una variant de llançament aeri.
Per tal de permetre a Israel fer ús de l'ajuda financera proporcionada pels Estats Units per desenvolupar encara més el sistema i fabricar-lo, es va establir una associació amb Raytheon que va desenvolupar la unitat de llançament de míssils i el sistema logístic general, ajudant també a l'empresa RAFAEL a desenvolupar l'interceptor. En algunes de les publicacions de Raytheon, l'interceptor se'l coneix com "Stunner". El novembre de 2012, s'esperava que "David's Sling" entrés en servei operatiu el 2013 o el 2014. El míssil "Stunner". de la Fona de David deu molt a la tecnologia modificada Python 5 i DERBY del programa SPYDER.
A part del sistema "David's Sling", que està dissenyat per interceptar coets de mitjà i llarg abast, ja estan en ús tant el sistema Iron Dome, sistema separat però que s'utilitza conjuntament, i que està dissenyat per interceptar coets de curt abast (4–70 km), com també el míssil Arrow, sistema independent dels dos esmentats, dissenyat per interceptar míssils balístics.
El 25 de novembre de 2012, Israel va provar amb èxit el míssil interceptor Stunner. La bateria "David's Sling", ubicada en un lloc desèrtic no revelat al sud d'Israel, va disparar i va destruir un míssil entrant amb un interceptor de dues etapes.
A finals de novembre de 2014, les FDI van revelar que el sistema "David's Sling" aviat es desplegaria a diverses zones d'Israel durant un període de prova abans d'entrar en funcionament. Les proves inicials es centrarien en la seva capacitat d'interceptar coets i míssils de curt i mitjà abast a un rang tres vegades superior al de la Cúpula de Ferro. Aleshores, el sistema va haver de sotmetre's a dues proves més, provant la seva capacitat per interceptar avions i míssils de més llarg abast i després míssils de creuer. "David's Sling" s'enllaça amb els sistemes de comandament i control del Home Front Command i també té el seu propi centre de gestió d'intercepcions independent.
El febrer de 2015, Israel va demanar al Congrés dels EUA 250 milions de dòlars en ajuda addicional per poder fabricar el Sistema "David's Sling". Entre les empreses nord-americanes implicades hi ha: Raytheon Co.; Orbital ATK Inc., amb seu a Arlington, Virgínia; i Northrop Grumman Corp., amb seu a Falls Church, Virginia, Altres llocs web de defensa van informar el 2015 que Israel havia sol·licitat 150 milions de dòlars en finançament per a la fase d'adquisició, per incloure dos sistemes que controlessin múltiples unitats de foc, cobrint tota l'àrea d'Israel. Altres fonts el mateix any van dir que els costos de desenvolupament del Sistema "David's Sling" es limitaven a uns 250 milions de dòlars; la sol·licitud de 150 milions de dòlars és per a la compra inicial d'una o dues bateries. Com que dues bateries poden cobrir tot el territori d'Israel, és evident que la compra inicial israeliana començarà amb dues bateries.
Estava previst que La "Fona de David" es desplegaria el 2015, però els dèficits pressupostaris per a la infraestructura de les bateries de míssils desplegables van retardar la seva data d'operació fins al 2017.
El 21 de desembre de 2015, el sistema "David's Sling" Weapon System (DSWS) va demostrar la seva capacitat per destruir llançaments de coets pesats de llarg abast i míssils balístics de curt abast, completant el primer bloc de proves de desenvolupament. Amb el règim de proves completat, es va planificar el lliurament del sistema a la Força Aèria Israeliana el primer trimestre del 2016. El sistema "David's Sling" protegeix zones per sobre de la Cúpula de Ferro de curt abast i per sota de l'Arrow-2 de l'atmosfera superior, especialment contra amenaces com els míssils balístics tàctics russos 9K720 Iskander, Syrian Khaibar-1 302 mm, el Fateh-110 iranià utilitzat per Hezbollah i el Scud-B.
El 2 d'abril de 2017, en una cerimònia celebrada a la base aèria de Hatzor a la qual van assistir dignataris israelians i dels Estats Units, es van declarar oficialment operatives dues bateries del sistema d'armes de La Fona de David, activant el component final de la matriu de defensa antimíssils multinivell israeliana.

## Història operativa

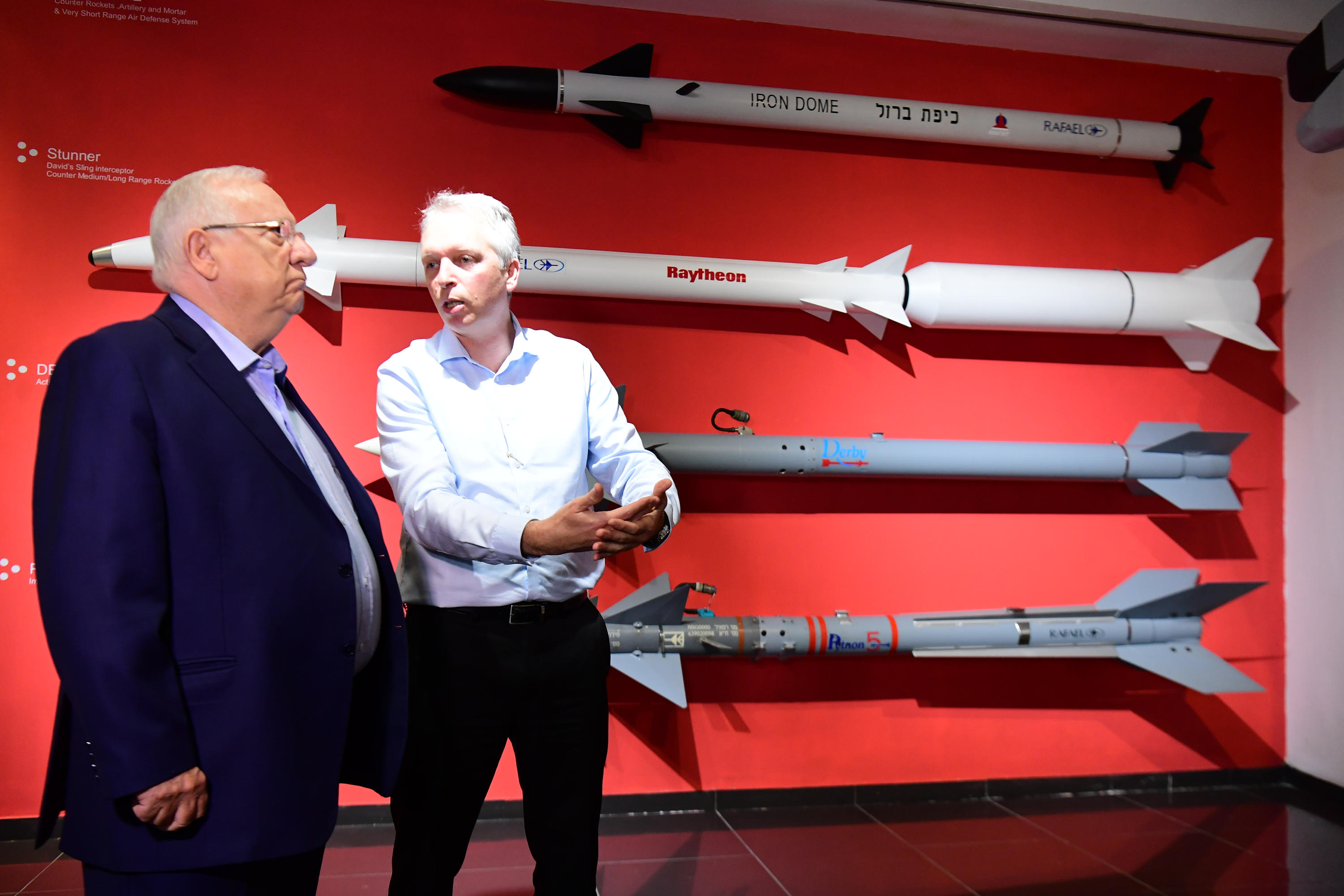
Reuven Rivlin visita RAFAEL Advanced Defense Systems. El míssil que es mostra aquí (de dalt a baix): Iron Dome, Stunner ("David's Sling"), Derbi, Python 5.

El 23 de juliol de 2018, La "Fona de David" es va utilitzar per primera vegada en un escenari de combat. Segons fonts israelianes, les autoritats israelianes van dir que inicialment temien que dos míssils sirians OTR-21 Tochka es dirigissin cap a Israel. Finalment, els dos míssils balístics sirians de curt abast, disparats com a part dels combats interns del país i no dirigits deliberadament a Israel, no van traspassar la frontera i van tocar terra un quilòmetre dins de Síria, dels interceptors va ser detonat sobre Israel. El novembre de 2019, els mitjans xinesos van afirmar que Síria va transferir l'altre míssil a Rússia; les forces militars sirianes l'havien trobat intacte, ja que no va explotar en contacte després de ser disparat el juliol de 2018. El 10 de maig de 2023, La "Fona de David" va enderrocar amb èxit un coet Badr-3 llançat des de la Franja de Gaza i dirigit a Tel-Aviv. Dos coets llançats des de Gaza cap a Jerusalem van ser interceptats, un per la Cúpula de Ferro i el segon per la Fona de David. Hi va haver una segona intercepció feta per part de La Fona, quan un coet disparat contra Tel-Aviv fos abatut pel sistema el mateix dia. El sistema va tenir un altre èxit en ser utilitzat per destruir un coet Ayyash-250 de llarg abast llançat per Hamàs durant la guerra entre Israel i Hamàs de 2023.

## Interès estranger

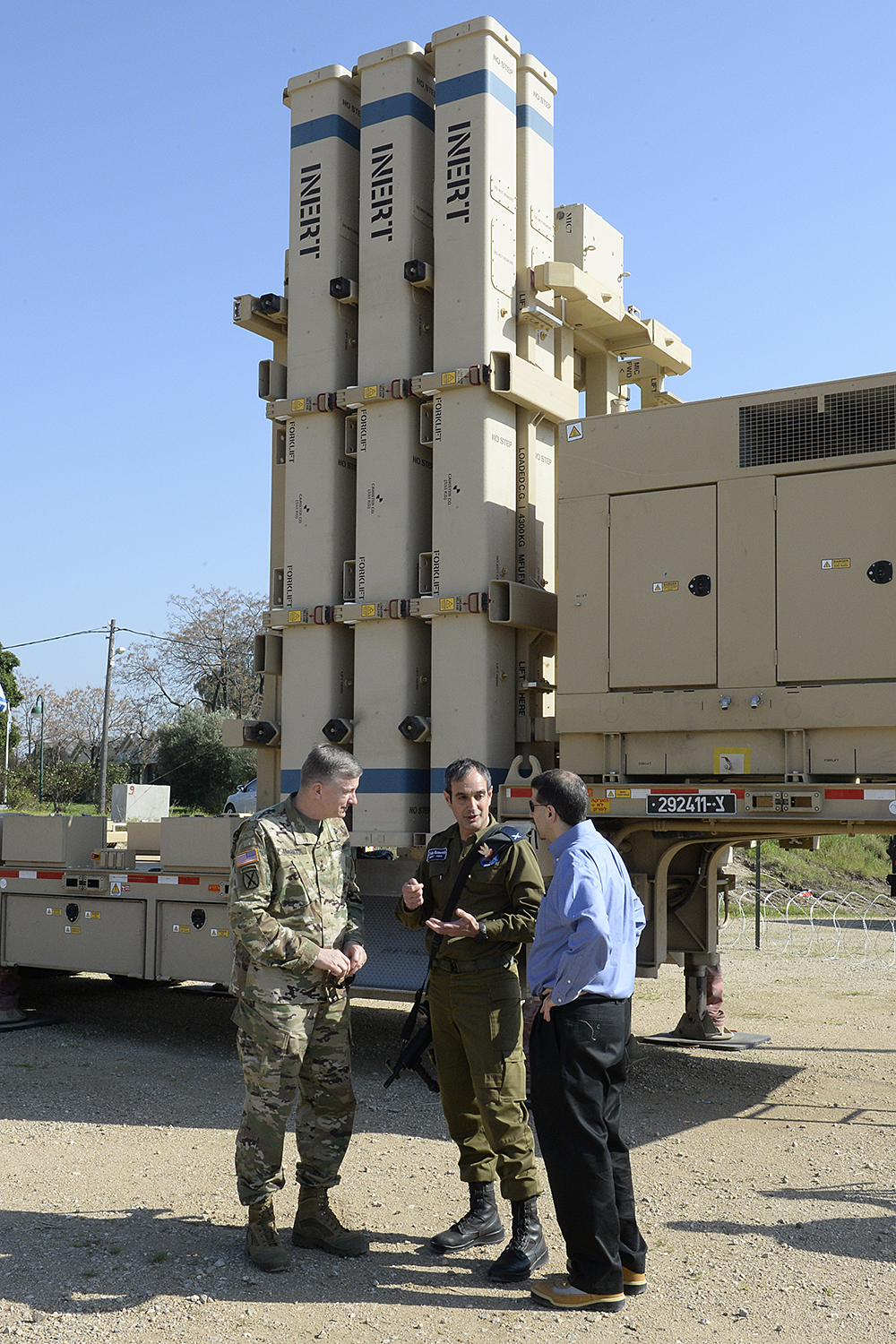
L'ambaixador dels Estats Units Dan Shapiro, Brig. El general Zvika Haimovich i el tinent general Timothy Ray (de dreta a esquerra) davant d'un llançador Stunner durant l'exercici Juniper Cobra 2016.

El 17 de novembre de 2010, el vicepresident de RAFAEL, Lova Drori, va confirmar en una entrevista que el sistema "David's Sling" s'havia ofert a les Forces Armades de l'Índia.
L'octubre de 2015, es va fer públic que els sis països del Consell de Cooperació del Golf (GCC) estaven interessats a adquirir el sistema de defensa antimíssils israelià "David's Sling" com a resposta a l'amenaça dels míssils iranians. Això arriba després que els Estats Units hagin instat als membres del GCC a cooperar més estretament en la defensa de míssils mitjançant la compra conjunta i l'intercanvi d'informació. Tanmateix, qualsevol acord es produiria entre Raytheon i altres empreses nord-americanes, en part per la seva implicació en el desenvolupament del sistema, i en part per les actituds locals contínues cap a Israel.
El setembre de 2018, l'agència suïssa de compra d'armament: Armasuisse va anunciar el seu interès per rebre propostes sobre el sistema "David's Sling" per a la renovació de les capacitats de defensa aèria de Suïssa.
El 5 d'abril de 2023, les Forces de Defensa finlandeses van seleccionar La "Fona de David" de RAFAEL en lloc del Barak-MX d'Israel Aerospace Industries per a un futur sistema de defensa aèria a gran altitud.

## SkyCeptor (PAAC-4)
El juliol de 2013, Raytheon va revelar que estava treballant amb socis internacionals per desenvolupar un nou sistema de míssils de defensa aèria, basat en el radar AN/MPQ-53 del MIM-104 Patriot, un Kongsberg /Raytheon Fire Direction Center i el RAFAEL Stunner. míssil terra-aire. Segons el tinent general Henry Obering, antic director de l'Agència de Defensa de míssils dels EUA, "Volíem un programa realment cogestionat perquè els Estats Units estaran molt interessats en això per als nostres propis propòsits".
L'agost de 2013, Raytheon i RAFAEL van començar a buscar finançament per a un sistema d'intercepció Patriot de quarta generació, anomenat Patriot Advanced Affordable Capability-4 (PAAC-4). El sistema té com a objectiu integrar l'interceptor Stunner del programa "David's Sling", finançat conjuntament, amb radars, llançadors i estacions de control de compromís Patriot PAC-3. El Stunner de dues etapes i multimode reemplaçaria els míssils PAC-3 guiats per radar d'una sola etapa produïts per Lockheed Martin. Fonts del govern i de la indústria van dir que els interceptors PAAC-4 basats en Stunner oferiran un rendiment operatiu millorat en un 20 per cent dels 2 dòlars. milions de cost unitari dels míssils PAC-3 construïts per Lockheed. Les empreses cerquen 20 dòlars milions en finançament del govern dels EUA per demostrar les reclamacions de costos i rendiment mitjançant un prototip de sistema PAAC-4. Els funcionaris del programa israelià han dit que un acord d'equip anterior entre Raytheon i RAFAEL permetria a l'empresa nord-americana assumir l'estatus de contractista principal i produir almenys el 60 per cent del míssil Stunner als Estats Units. L'Agència de Defensa de míssils ha dit que l'exèrcit nord-americà està considerant l'ús de l'Stunner com a solució potencial per als futurs requeriments militars nord-americans.
El 2016 Raytheon va anunciar que havia estat autoritzat a licitar el míssil SkyCeptor, un derivat del míssil Stunner, com a part de la seva oferta Patriot pel programa WISLA de defensa aèria de mig abast del govern polonès. El març de 2017 es va anunciar que l'oferta de Raytheon havia tingut èxit, amb Polònia per poder adquirir el sistema Patriot en la primera etapa del programa. A més a més, es va anunciar que Polònia adquiriria només un petit nombre de míssils Patriot PAC-3 MSE, amb la majoria de míssils desplegats amb el sistema SkyCeptor. Finalment, Polònia no va adquirir els míssils SkyCeptor en la segona etapa del programa WISLA el maig de 2022, substituint-los per la construcció d'una nova capa de defensa aèria de curt abast sota el programa separat NAREW, que s'integraria amb Bateries Patriot amb un sistema de comandament de batalla avançat IBCS. Com a part del programa Narew, Polònia té previst adquirir míssils CAMM i CAMM-ER. El govern polonès va concloure un acord amb el govern britànic obrint el camí per a la seva producció al país que posa fi a la discussió sobre la possible adquisició de SkyCeptors.
Electromecanica Ploiești de Romania, es va comprometre a iniciar un programa d'inversió de tres anys el 2023 per tal de construir interceptors de míssils SkyCeptor amb Raytheon. Els primers míssils s'esperen el 2026.

## Operadors

### Operadors actuals
- [41]

### Futurs operadors
- [42]